# Arroyomolinos (Cáceres)
Arroyomolinos ist ein Ort und eine Gemeinde  (municipio) mit 812 Einwohnern (Stand: 2024) in der Provinz Cáceres in der Autonomen Gemeinschaft Extremadura.

## Lage und Klima
Arroyomolinos liegt in einer Höhe von ca. 400 m. Das Stadtzentrum von Cáceres befindet sich ca. 60 Kilometer nordnordwestlich.

## Bevölkerungsentwicklung
| Jahr      | 1970 | 1981 | 1991 | 2001 | 2011 | 2021 |
| Einwohner | 1520 | 1246 | 1157 | 1163 | 962  | 844  |

## Sehenswürdigkeiten
- Marienkirche (Iglesia de Nuestra Señora de la Consolación)
- Sebastianuskapelle

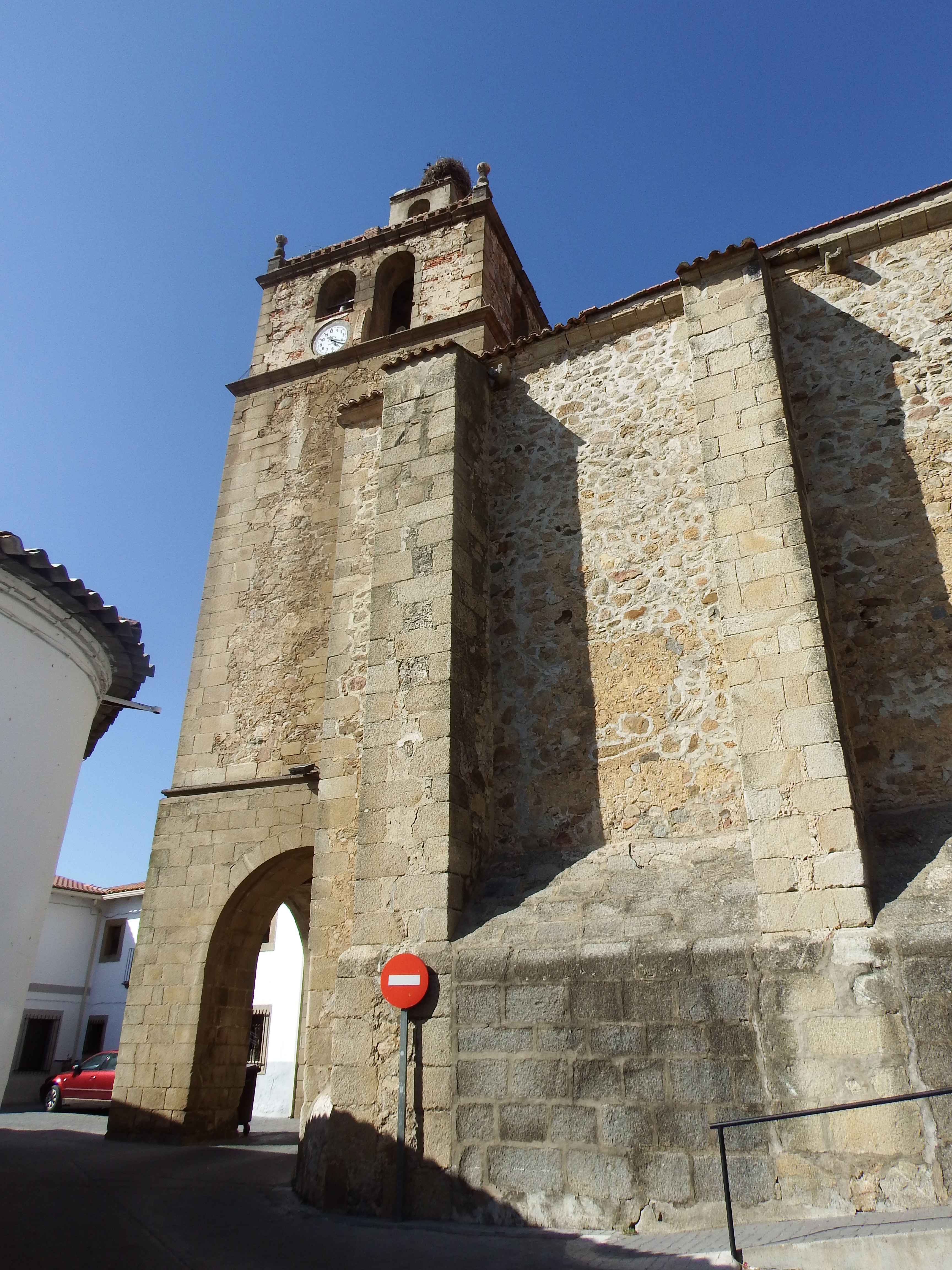
Marienkirche
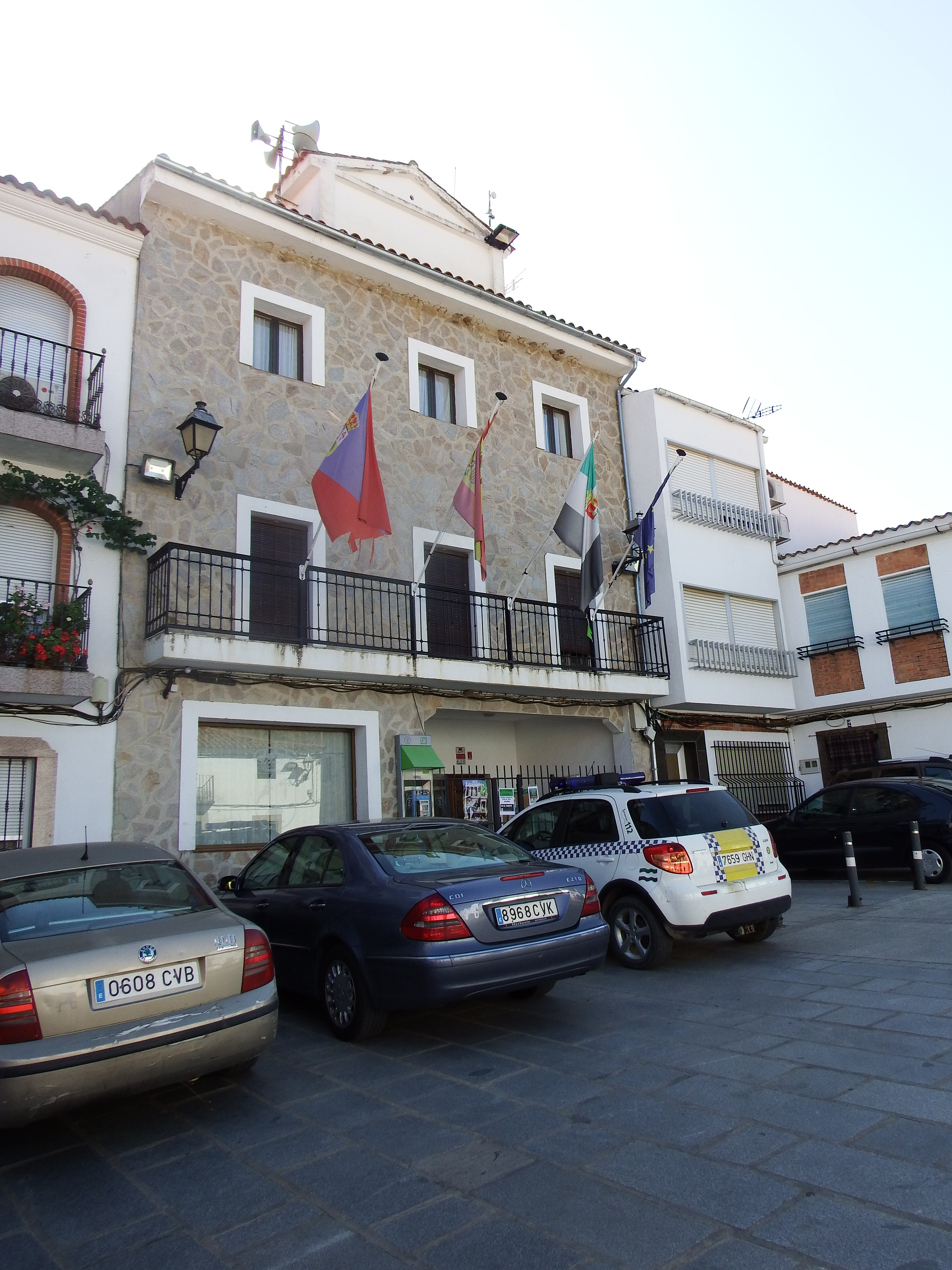
Rathaus